# Zaeera
Zaeera – rodzaj chrząszczy z rodziny kózkowatych i podrodziny zgrzypikowych. 

## Zasięg występowania
Przedstawiciele tego rodzaju występują na Molukach, Nowej Gwinei oraz Archipelagu Bismarcka oraz w Australii.

## Systematyka
Do Zaeera należą 3 gatunki:
- Zaeera cretata
- Zaeera detzneri
- Zaeera ocellata
- Zaeera pulcherrima